# Passiflora napalensis
Passiflora napalensis är en passionsblomsväxtart som beskrevs av Nathaniel Wallich. Passiflora napalensis ingår i släktet passionsblommor, och familjen passionsblomsväxter. Inga underarter finns listade i Catalogue of Life.